# Celtic F.C.
Celtic Football Club (wym. [ˈsɛɫtɪk]) – szkocki profesjonalny klub piłkarski z siedzibą w Glasgow, w Wielkiej Brytanii grający na co dzień w Scottish Premiership, założony 6 listopada 1887 przez irlandzkich imigrantów. 55-krotny mistrz Szkocji, 42-krotny zdobywca Pucharu Szkocji, 22- krotny zdobywca Pucharu Ligi Szkockiej oraz triumfator Pucharu Europy w sezonie 1966/1967.
Obecnie klub popularnie zwany przez kibiców The Bhoys lub Celts, występuje w rozgrywkach Scottish Premiership (jest jedynym klubem który gra w nich od początku istnienia ligi), rozgrywając swoje mecze na stadionie Celtic Park.
Barwami klubowymi są zieleń i biel uformowane na koszulkach w poprzeczne pasy. Celtic F.C. przez wiele lat toczył nieustanną rywalizację o prymat w szkockim futbolu z lokalnym rywalem Rangers F.C. (tzw. Old Firm).

## Historia
- 6 listopada 1887 – klub Glasgow Celtic Football Club został formalnie założony w sali Kościoła Świętej Marii przy ulicy East Rose (dziś Forbes Street). Jako cel działalności klubu zapisana została walka z biedą wśród irlandzkich emigrantów zamieszkujących w dużej liczbie ulice East End, wschodnich dzielnic Glasgow.
- 28 maja 1888[1] – Celtic w pierwszym towarzyskim meczu pokonał Rangers 5:2. Był to pierwszy oficjalny mecz rozegrany na stadionie Celtic Park.
- 1889 – w swoim pierwszym sezonie Celtic docszedł do finału Pucharu Szkocji, przegrał jednak z Lanark FC, jednakże udało się wywalczyć inne trofeum, w ręce Celtów, po zwycięstwie 6:1 nad Cowlairs, trafił lokalny Puchar Północno-Wschodni.
- 1892 – Celtic wywalczył pierwszy Puchar Szkocji w swojej historii, w finale na Ibrox Park zwyciężył Queen’s Park Glasgow 5:2, kilka miesięcy później klub przeniósł się na nowy stadion – ten, na którym rozgrywa mecze do dziś.
- 1893 – pierwszy tytuł mistrzowski.
- 1897 – klub stał się prywatną spółką, a Willie Malley został mianowany pierwszym sekretarzem i menedżerem.
- 1905-1910 – Celtic triumfował w lidze sześć razy z rzędu.
- 1907 – Celtic jako pierwszy klub piłkarski zdobył „podwójną koronę” – mistrzostwo i puchar kraju, to osiągnięcie powtórzył w kolejnym sezonie.
- 1914–1917 – Celtic cztery razy z rzędu zdobył tytuł mistrzowski.
- 1937 – Celtic na stadionie Hampden Park pokonał Aberdeen w finale Pucharu Szkocji, spotkanie obserwowane było przez rekordową widownię – ponad 146 tysięcy widzów, do dziś jest to rekord frekwencji na klubowym meczu piłkarskim w Europie.
- 1939 – Celtic w Pucharze Imperium, pokonał po dogrywce Everton 1:0.
- 1940 – były zawodnik Jimmy McGrory zastąpił Jimmy’ego McStaya na stanowisku menedżera.
- 1953 – Celtic pokonał Hibernian 2:0 w finale Pucharu Koronacyjnego, ustanowionego, żeby uświetnić obchody koronacji królowej Elżbiety II, w turnieju brały udział najlepsze drużyny Anglii i Szkocji.
- 1956 – po 10 latach prób Celtic zdobył Puchar Ligi Szkockiej, w finale Partick Thistle zostało pokonane 3:0.
- 1957 – Puchar Ligi ponownie w rękach Celticu, tym razem klub zdeklasował Rangers zwyciężając 7:1.
- 1964 – w swoim drugim występie w Pucharze Europy Mistrzów Krajowych, Celtic doszedł aż do półfinału, ale przegrał z MTK Budapeszt 3:4.
- 1965 – Jock Stein zastąpił Jimmy’ego McGrory’ego na stanowisku menedżera, zespół po raz pierwszy od 11 lat zwyciężył w Pucharze Szkocji, po znakomitym strzale głową Billy’ego McNeill’a Dunfermline zostało pokonane 3:2.
- 1966 – po raz pierwszy od 12 sezonów Celtic zdobył mistrzostwo, doszedł też do półfinału Pucharu Zdobywców Pucharów, jednak tam przegrał z Liverpoolem 1:2.

- 1967 – najwspanialszy sezon w historii klubu – Celtic zdobył wszystko, co było do zdobycia, zwyciężył w lidze, zdobył Puchary – Ligi, Szkocji oraz Glasgow. 25 maja na Estádio Nacional w Lizbonie w finale Pucharu Europy The Bhoys w znakomitym stylu odnieśli historyczne zwycięstwo nad Interem Mediolan 2:1. Ofensywna gra Celticu triumfowała nad stylem catenaccio i stał się pierwszym klubem z Wysp Brytyjskich, który zdobył to trofeum. Warto zauważyć, że w całej historii tego pucharu Celtic pozostaje jedynym zdobywcą trofeum, którego wszyscy gracze urodzili się w promieniu kilkudziesięciu kilometrów od miasta – siedziby klubu. Później jedynie Steaua Bukareszt zbliżyła się do tego osiągnięcia.
- 1970 – Celtic ponownie w finale Pucharu Europy, jednak po dogrywce przegrał 1:2 z Feyenoordem, w półfinale eliminuje Leeds United, a mecz rewanżowy na Hampden Park obejrzało ponad 133 tysiące ludzi (najwyższa frekwencja Celticu w pucharach).
- 1972 – Celtic doszedł po raz kolejny do półfinału Pucharu Europy, jednak w dramatycznych okolicznościach przegrał w meczu z Interem Mediolan (po rzutach karnych).
- 1974 – dziewiąty tytuł mistrzowski z rzędu, jednocześnie drużyna wyrównała rekord świata w liczbie trofeów mistrzowskich, kolejny półfinał Pucharu Europy, tym razem Celtic przegrał dwumecz z Atlético Madryt 0:2.
- 1978 – Billy McNeill – kapitan drużyny „Lwów z Lizbony” z 1967 zastąpił na stanowisku menedżera Jocka Steina, podczas 12-letniej kadencji tego szkoleniowca klub zdobył 25 trofeów – Puchar Europy, 10 razy mistrzostwo Szkocji, 8 razy Puchar Szkocji i 6 razy Puchar Ligi Szkockiej.
- 1979 – pod wodzą Billy’ego McNeilla klub zdobył kolejne mistrzostwo.
- 1983 – były zawodnik Billy Hay został menedżerem klubu.
- 1986 – w ostatnim dniu ligi Celtic sprzątnął tytuł sprzed nosa zespołowi Hearts. The Bhoys pokonali St. Mirren 5:0, a ich rywale przegrali 0:2 z Dundee F.C.
- 1987 – Billy McNeill powrócił na Celtic Park w roli menedżera.
- 1988 – sezon uwieńczony pierwszym „dubletem” od 11 lat, 35. tytuł mistrzowski i 28. Puchar Szkocji.
- 1991 – nowym menedżerem został Liam Brady. Był pierwszym menedżerem Celticu, który nigdy nie był zawodnikiem klubu.
- 1993 – Brady zastąpiony przez byłego gracza Celtów – Lou Macariego.
- 1994 – klub znalazł się w bardzo trudnej sytuacji finansowej, przed bankructwem uratowało go dopiero przejęcie przez biznesmena i kibica Celticu, Fergusa McCann’a, zarząd, powiązany zależnościami rodzinnymi zastąpiono nowym. McCann przyjął 5-letnią strategię rozwoju klubu i wkrótce dokonana została emisja akcji, zakończona pełnym sukcesem, do kasy klubu wpłynęło 14 milionów funtów.
- 1995 – Celtic rozgrywał mecze na Hampden Park, podczas gdy Celtic Park uległ gruntownej renowacji, został rozbudowany i stał się prawdziwie nowoczesnym stadionem z 60 tysiącami miejsc siedzących, w tym sezonie klub zdobył Puchar Szkocji – pierwsze trofeum od 1989 roku.
- 1997 – Menedżer Tommy Burns zastąpiony przez Wima Jansena – członka drużyny Feyenoordu z 1970, kiedy to Holendrzy pokonali Celtic w finale Pucharu Europy, w pierwszym sezonie w klubie Jansen zdobył Puchar Ligi Szkockiej.
- 1998 – Jansen zdobył pierwszy od 1988 tytuł mistrzowski dla Celtów, jednak niebawem odszedł i został zastąpiony przez Jozefa Vengloša – Słowaka z dużym doświadczeniem międzynarodowym.
- 1999 – w kwietniu z klubu odszedł Fergus McCann, a dyrektorem wykonawczym został były menedżer British AeroSpace – Allan McDonald, niebawem z klubu odszedł Vengloš i zastąpiony został przez byłego reprezentanta Anglii – Johna Barnesa, dyrektorem sportowym klubu był Kenny Dalglish.

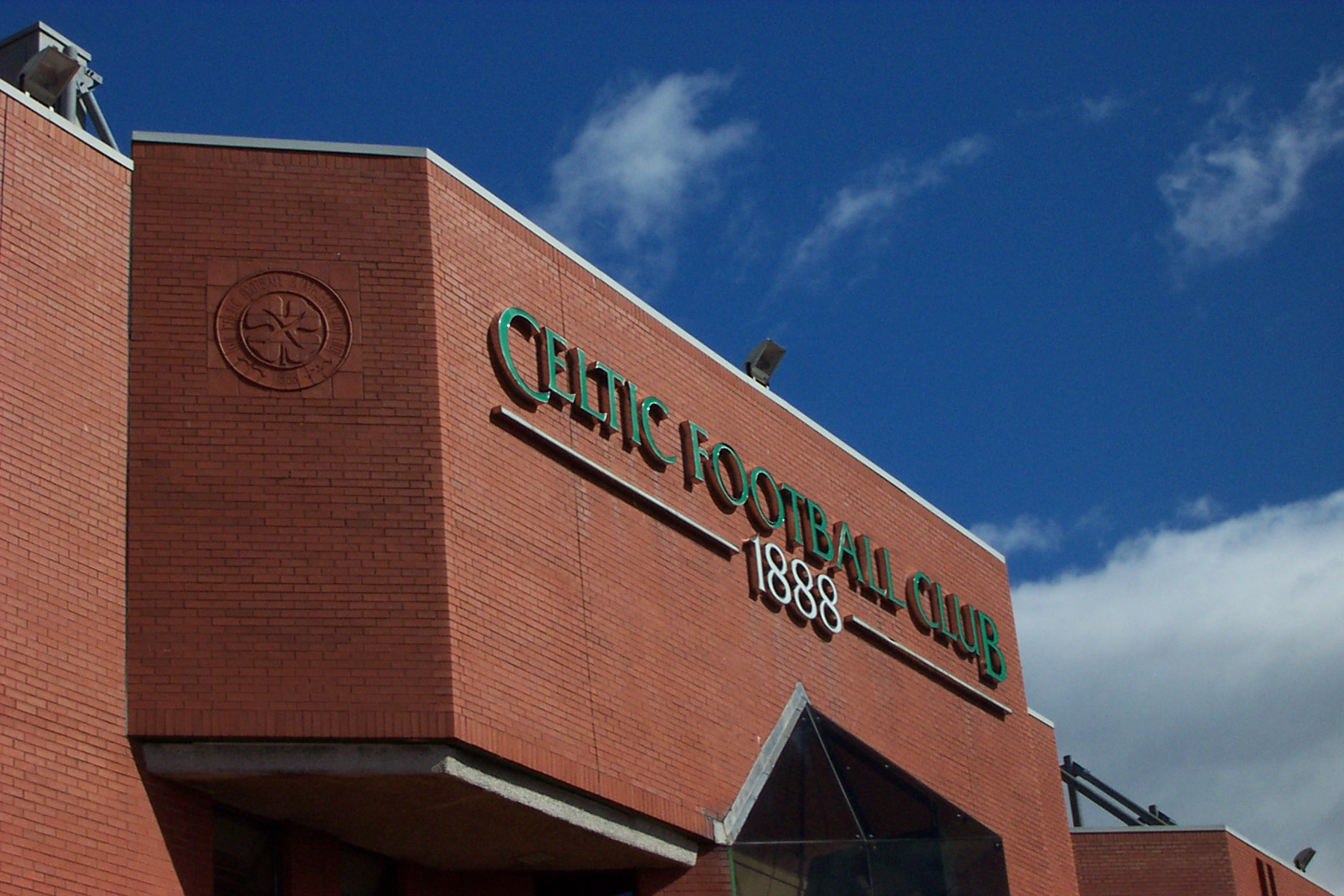
stadion Celtic Park

- 2000 – szokująca porażka z Inverness Caledonian Thistle w Pucharze Szkocji zmusiła Barnesa do ustąpienia, do końca roku sprawy klubu przejął Dalglish, pod jego wodzą Celtic finiszował 21 punktów za Rangersami, latem w klubie pojawił się Martin O’Neill – menedżer o znakomitej reputacji, pracujący dotąd w wielu angielskich klubach.
- 2001 – w lutym dwa zwycięstwa nad Rangers, w marcu zdobycie Pucharu Ligi Szkockiej (hat trick Larssona i zwycięstwo 3:0 nad Kilmarnock), pod koniec kwietnia, na 5 meczów przed końcem sezonu, Celtic zapewnił sobie tytuł, udało się mu także po raz pierwszy od 6 lat pokonać Rangers na wyjeździe (3:0), w finale Pucharu Szkocji Kilmarnock został ponownie pokonany 3:0, w całym sezonie Henrik Larsson zdobył aż 53 bramki (w lidze i pucharach), co zapewniło mu nagrodę „Złotego Buta” dla najlepszego strzelca w Europie.
- 2002 – Celtic ponownie wygrał ligę jednak przegrał finał Pucharu Szkocji z Rangers.
- 2003 – pod wodzą Martina O’Neilla Celtic doszedł do finału Pucharu UEFA. W finale przegrał 2:3 po dramatycznym meczu i dogrywce z FC Porto prowadzone przez José Mourinho, tytuł mistrzowski Celtic przegrał z Rangers.
- 2004 – kolejny tytuł Mistrza Szkocji, Henrik Larsson – żywa legenda klubu nie zdecydował się na przedłużenie kontraktu i odszedł za darmo do FC Barcelony.
- 2005 – ostatnie miejsce w „grupie śmierci” Ligi Mistrzów za AC Milan, FC Barceloną i Szachtarem Donieck, zdobycie Pucharu Szkocji. Martin O’Neill – trener Celtów po sezonie 2004/2005 zdecydował się zakończyć pracę w klubie – posadę przejął po nim Gordon Strachan, latem do klubu przyszli dwaj Polacy – Maciej Żurawski (z Wisły Kraków) oraz Artur Boruc (z Legii Warszawa), klub odpadł w 2. rundzie eliminacji Ligi Mistrzów po dwumeczu ze słowacką drużyną Artmedia Bratysława (przegrana 0:5 w Bratysławie i zwycięstwo 4:0 w rewanżu w Glasgow).
- 2006 – odpadnięcie z Pucharu Szkocji po meczu z Clyde, zdobycie Pucharu Ligi Szkockiej, po wygranej w finale z Dunfermline 3:0, tytuł Mistrza Szkocji został zdobyty na 7 kolejek przed końcem rozgrywek po meczu z drugą wtedy drużyną w tabeli – Hearts, wygranym 1:0, jedyną bramkę zdobył Walijczyk John Hartson, puchar za zdobycie mistrzostwa Szkocji zawodnicy Celticu odebrali 16 kwietnia po meczu z Hibernianem, zremisowanym 1:1, awans do pucharowej rundy rozgrywek Ligi Mistrzów po zwycięstwie nad Manchesterem United 1:0.
- 2007 – po historycznym awansie do 1/8 finału Ligi Mistrzów, Celtic uległ na wyjeździe AC Milanowi, przegrywając po dogrywce 1:0. Pierwszy mecz zakończył się wynikiem 0:0 – Celtic odpadł z rozgrywek Ligi Mistrzów. W 34. kolejce Scottish Premier League, po wyjazdowym zwycięstwie nad Kilmarnock (2:1), Celtic zdobył 41. tytuł Mistrza Szkocji (na cztery kolejki przed końcem). 26 maja Celtic zdobył 34. Puchar Szkocji, w meczu z Dunfermline – 1:0.
- 2008 – Celtic po raz 42 sięgnął po mistrzostwo Szkocji czym zapewnił sobie udział w Lidze Mistrzów bez kwalifikacji. Jednak szybko odpadli z tych rozgrywek już w fazie grupowej, zajmując ostatnie miejsce w tabeli za Aalborgiem, Villarrealem i Manchesterem United.
- 2009 – w marcu po raz 14. w swojej historii Celtic zdobył Puchar Ligi Szkockiej pokonując w finale po dogrywce Rangers 2:0. W maju tytuł mistrzowski Celtic przegrał z Rangers czterema punktami. Gordon Strachan oznajmił, że po czterech latach rezygnuje z pracy w klubie. Nowym szkoleniowcem został były piłkarz The Bhoys Tony Mowbray. W 3. rundzie eliminacji do Ligi Mistrzów Celtic zmierzył się w dwumeczu z Dynamem Moskwa (przegrana w Glasgow 0:1 i zwycięstwo w Moskwie 0:2). Na drodze do fazy grupowej Champions League stanęła tym razem drużyna z Londynu, a dokładniej Arsenal. Celtic przegrał z Arsenalem w dwumeczu 1:5 (porażka 0:2 na Celtic Park i przegrany mecz na Emirates Stadium 3:1). Drużyna z Glasgow zagrała w Lidze Europy UEFA. Z rozgrywek tych The Bhoys odpadli już w fazie grupowej zajmując trzecie miejsce w tabeli za Hamburgerem SV i Hapoelem Tel Awiw, będąc lepszym jedynie od Rapidu Wiedeń. W październiku zespół odpadł z Pucharu Ligi Szkockiej przegrywając w ćwierćfinale z zespołem Hearts 0:1.
- 2010 – 25 marca, po porażce Celticu w meczu ligowym z zespołem St. Mirren 4:0, Tony Mowbray został zwolniony z funkcji trenera pierwszego zespołu. Przyczyniły się do tego słabe wyniki osiągane przez drużynę oraz utrata szans na zdobycie mistrzostwa Szkocji. Tymczasowym trenerem został Neil Lennon – piłkarz Celticu w latach 2000 – 2007. W kwietniu zespół odpadł w półfinale Pucharu Szkocji, ulegając zespołowi Ross County – 0:2. 9 czerwca Neil Lennon został wybrany trenerem Celticu. Po 5 latach gry w klubie, do Fiorentiny przeniósł się polski bramkarz – Artur Boruc. W 3 rundzie eliminacji do Ligi Mistrzów The Bhoys zmierzyli się z zespołem Sportingu Braga, ulegając w Portugalii w pierwszym meczu 3:0, w drugim zaś pokonali na Celtic Park klub z Portugalii 2:1, lecz nie wystarczyło to do awansu do kolejnej rundy Ligi Mistrzów. W czwartej rundzie kwalifikacji do Ligi Europy UEFA, Celtic przegrał w dwumeczu z FC Utrecht 2:4 – wicemistrzowie Szkocji pokonali drużynę z Holandii na własnym boisku 2:0 i przegrali na Stadion Galgenwaard 0:4.
- 2011 – Celtic przegrał jednym punktem tytuł mistrzowski z Rangers. 21 maja Celtic pokonuje na Hampden Park Motherwell 3:0 i zwycięża w rozgrywkach Pucharu Szkocji.
- 2012 – Celtic po raz 43. sięgnął po mistrzostwo Szkocji, kwalifikując się tym samym do trzeciej rundy eliminacji do Ligi Mistrzów. W tej rundzie Celtic pokonuje w dwumeczu HJK Helsinki 4:1. W czwartej rundzie eliminacji do Ligi Mistrzów – fazie play-off – mistrzowie Szkocji wygrali dwumecz 4:0 z Helsingborgs IF i tym samym zakwalifikowali się do fazy grupowej tych rozgrywek. Celtic trafił do grupy G – w niej znalazły się również FC Barcelona, SL Benfica oraz Spartak Moskwa. Celtic po fazie grupowej Ligi Mistrzów zdobył 10 punktów i z drugiego miejsca uzyskał awans do 1/8 finału Ligi Mistrzów, gdzie trafił na włoski Juventus F.C.
- 2013 – W 1/8 finału Ligi Mistrzów Celtic przegrał w dwumeczu z Juventusem 0:5 i odpadł z Ligi Mistrzów (porażki: 0:3 na Celtic Park i 0:2 na Juventus Stadium). 21 kwietnia Celtic pokonał w spotkaniu ligowym Inverness CT 4:1, czym zapewnił sobie 44. tytuł Mistrza Szkocji. 26 maja Celtic zdobył 36. Puchar Szkocji. Na Hampden Park Celtic pokonał w finale tych rozgrywek Hibernian 3:0. W II rundzie eliminacji kolejnej odsłony Ligi Mistrzów zespół wyeliminował z rozgrywek zespół z Irlandii Północnej Cliftonville F.C. 5:0 w dwumeczu oraz w kolejnej fazie rozgrywek szwedzki IF Elfsborg 1:0. W ostatniej rundzie eliminacji decydującej o grze w fazie grupowej Ligi Mistrzów Celtic zmierzył się z kazachskim Szachtiorem Karaganda sensacyjnie przegrywając pierwszy mecz na wyjeździe 0:2[2]. W meczu na Celtic Park gospodarze zwyciężyli 3:0 i awansowali do fazy grupowej.
- 2014 – 26 marca, po zwycięstwie w wyjazdowym meczu nad Partick Thistle 1:5 zapewnił sobie 45. tytuł Mistrza Szkocji. Celtic w II rundzie kwalifikacji do Ligi Mistrzów trafił na islandzki Reykjavíkur, który pokonał w dwumeczu 5:0. Następnym rywalem, z którym przyszło się mierzyć The Bhoys była warszawska Legia. Pierwsze spotkanie zakończyło się zwycięstwem warszawian 4:1, natomiast w drugim meczu zespół ze stolicy Polski został ukarany walkowerem za wprowadzenie gracza, który nie był uprawniony do gry. Celtic awansował do rundy play-off, w której zmierzył się ze słoweńskim Mariborem. Maribor awansował do fazy grupowej Ligi Mistrzów, natomiast The Bhoys pozostała gra w fazie grupowej Ligi Europy, w której mierzyli się z RB Salzburg (2:2 i 1:3), Dinamem Zagrzeb (1:0 i 3:4) oraz z rumuńską Astrą (2:1 i 1:1). Celtowie zakończyli fazę grupową na drugim miejscu, z dorobkiem ośmiu punktów, czym zapewnili sobie awans do 1/16 finału Ligi Europy.
- 2015 – W 1/16 finału Ligi Europy Celtic musiał uznać wyższość Interu Mediolan (3:3 i 1:0). Drużyna z Celtic Park wygrała Puchar Ligi Szkockiej (w finale 2:0 pokonała Dundee United). Celtic na trzy kolejki przed końcem rozgrywek zdobył tytuł Mistrza Szkocji. Jest to 46. oraz czwarty z rzędu tytuł mistrzowski[3], dzięki czemu klub po raz kolejny mógł wziąć udział w eliminacjach do Ligi Mistrzów. Drużyna w II rundzie eliminacji trafiła na mistrza Islandii – Stjarnan, który pokonała w dwumeczu 6:1 (2:0 na Celtic Park, 1:4 na Samsung völlurinn). W III rundzie eliminacji do kolejnej rundy Ligi Mistrzów, rywalem klubu z Glasgow został azerski klub Qarabağ Ağdam. W pierwszym meczu padł wynik 1:0 dla mistrza Szkocji, w rewanżu było 0:0, co dało awans do IV rundy eliminacji Ligi Mistrzów, w której rywalem okazał się mistrz Szwecji, drużyna Malmö FF. W pierwszym meczu padł wynik 3:2 dla Celticu u siebie, ale w Szwecji przegrał 0:2 i w efekcie to Szwedzi dostali się do Ligi Mistrzów.
- 2016 – Celtic zdobył swój 47. tytuł mistrzowski. Dzięki temu klub po raz kolejny mógł zagrać w eliminacjach do piłkarskiej Ligi Mistrzów. W II rundzie eliminacji Celtic trafił na mistrza Gibraltaru – Lincoln Red Imps, przegrywając pierwszy mecz 0:1 na wyjeździe[4]. W rewanżu Celtic wygrał 3:0[5]. Następnie wyeliminował mistrza Kazachstanu FK Astana (1:1) (2:1), zaś w rundzie play-off pokonał Hapoel Beer Szewa (5:2) i (2:0). Celtic trafił do grupy z FC Barcelona, Manchesterem City oraz Borussią Mönchengladbach. 27 listopada 2016 Celtic po zwycięstwie nad Aberdeen F.C. 3:0 zdobył Puchar Ligi Szkockiej; to setne trofeum w historii klubu[6].
- 2017 – 2 kwietnia 2017, „The Bhoys” po wygranej z Heart of Midlothian (5:0) zdobyli 48. mistrzostwo Szkocji i zarazem 6. tytuł z rzędu, dzięki czemu zapewnili sobie udział w kwalifikacjach Liga Mistrzów UEFA[7][8]. W II rundzie eliminacji Celtic zagrał z mistrzem Irlandii Północnej – Linfield FC, wygrywając obydwa mecze (2:0 i 4:0)[9][10]. W III rundzie Celtic wyeliminował norweski Rosenborg, remisując na Celtic Park 0:0 i wygrywając na wyjeździe 1:0[11][12]. W rundzie play-off Celtic pokonał w dwumeczu kazachski zespół FK Astana[13]. W fazie grupował „The Bhoys” zajęli 3. miejsce, a w 1/16 finału Ligi Europy UEFA wylosowali Zenit Petersburg[14].

## Sukcesy

### Sukcesy krajowe
| \| \| Zdobyte trofea w rozgrywkach Szkocji (stan na: 24.05.2025) \| |                                                            |      | |
| Rozgrywki                                                           | Osiągnięcie                                                | Razy | Sezon(y) |
| · Mistrzostwo                                                       | I miejsce                                                  | 55   | 1893, 1894, 1896, 1898, 1905, 1906, 1907, 1908, 1909, 1910, 1914, 1915, 1916, 1917, 1919, 1922, 1926, 1936, 1938, 1954, 1966, 1967, 1968, 1969, 1970, 1971, 1972, 1973, 1974, 1977, 1979, 1981, 1982, 1986, 1988, 1998, 2001, 2002, 2004, 2006, 2007, 2008, 2012, 2013, 2014, 2015, 2016, 2017, 2018, 2019, 2020, 2022, 2023, 2024, 2025 |
| · Mistrzostwo                                                       | II miejsce                                                 | 32   | 1892, 1895, 1900, 1901, 1902, 1912, 1913, 1918, 1920, 1921, 1928, 1929, 1931, 1935, 1939, 1955, 1976, 1980, 1983, 1984, 1985, 1987, 1996, 1997, 1999, 2000, 2003, 2005, 2009, 2010, 2011, 2021 |
| · Mistrzostwo                                                       | III miejsce                                                | 17   | 1891, 1899, 1904, 1923, 1924, 1927, 1932, 1934, 1937, 1958, 1962, 1964, 1975, 1989, 1991, 1992, 1993 |
| · Puchar                                                            | zdobywca                                                   | 42   | 1892, 1899, 1900, 1904, 1907, 1908, 1911, 1912, 1914, 1923, 1925, 1927, 1931, 1933, 1937, 1951, 1954, 1965, 1967, 1969, 1971, 1972, 1974, 1975, 1977, 1980, 1985, 1988, 1989, 1995, 2001, 2004, 2005, 2007, 2011, 2013, 2017, 2018, 2019, 2020, 2023, 2024                                                                               |
| · Puchar                                                            | finalista                                                  | 20   | 1889, 1893, 1894, 1901, 1902, 1909, 1926, 1928, 1955, 1956, 1961, 1963, 1966, 1970, 1973, 1984, 1990, 1999, 2002, 2025 |
| Puchar Ligi                                                         | zdobywca                                                   | 22   | 1957, 1958, 1966, 1967, 1968, 1969, 1970, 1975, 1983, 1998, 2000, 2001, 2006, 2009, 2015, 2017, 2018, 2019, 2020, 2022, 2023, 2025 |
| Puchar Ligi                                                         | finalista                                                  | 15   | 1965, 1971, 1972, 1973, 1974, 1976, 1977, 1978, 1984, 1987, 1991, 1995, 2003, 2011, 2012 |
| Szkocja                                                             | Zdobyte trofea w rozgrywkach Szkocji (stan na: 24.05.2025) |      | |

### Sukcesy międzynarodowe
- Puchar Mistrzów:
  - Zdobywca (1x): 1967
  - Finalista (1x): 1970
- Pucharu UEFA:
  - Finalista (1x): 2003

### Inne sukcesy
- Puchar Glasgow (37 razy)
  - 1891, 1892, 1895, 1896, 1905, 1906, 1907, 1908, 1910, 1916, 1917, 1920, 1921, 1927, 1928, 1929, 1931, 1939, 1941, 1949, 1956, 1962, 1964, 1965, 1967, 1968, 1970, 1975, 1982, 2008, 2011, 2014, 2015, 2016, 2017, 2019, 2023
- Glasgow Charity Cup (26 razy)
  - 1892, 1894, 1895, 1896, 1899, 1903, 1905, 1908, 1912, 1913, 1914, 1915, 1916, 1917, 1918, 1920, 1921, 1924, 1926, 1936, 1937, 1943, 1950, 1953, 1959, 1961
- North Eastern Cup (2 razy)
  - 1889, 1890
- British League Cup (1 raz)
  - 1902
- Ferencváros Vase (1 raz)
  - 1914
- Navy and Army War Fund Shield (1 raz)
  - 1918
- Empire Exhibition Trophy (1 raz)
  - 1938
- Victory In Europe Cup (1 raz)
  - 1945
- Saint Mungo Cup (1 raz)
  - 1951
- Coronation Cup (1 raz)
  - 1953
- Alfredo di Stefano Trophy (1 raz)
  - 1967
- CNE Cup of Champions (1 raz)
  - 1968
- Drybrough Cup (1 raz)
  - 1974
- Translink Cup (1 raz)
  - 2009
- World of Soccer Cup (1 raz)
  - 1977
- Feyenoord Tournament (1 raz)
  - 1981
- Dubai Gold Cup (1 raz)
  - 1989
- Wembley Cup (1 raz)
  - 2009
- Fenway Football Challenge (1 raz)
  - 2010
- Jock Stein Friendship Cup (5 razy)
  - 2006, 2007, 2008, 2009, 2010

## Old Firm Derby
Old Firm Derby (sc. Auld Firm) – popularna nazwa piłkarskich derbów Glasgow, rozgrywanych pomiędzy Celtikiem a Rangers Oba kluby zmonopolizowały rozgrywki Scottish Premier League, zdobywając łącznie – 76 pucharów Szkocji i 109 tytuły mistrzowskie na 127 możliwych (stan na 2024). Początkowo terminu Old Firm używano w ironicznym znaczeniu, podkreślając monotonię szkockiej ligi, zdominowanej przez kluby z Glasgow. Obecnie są to jedne z najpopularniejszych derbów piłkarskich na świecie oraz stanowią ważne wydarzenie w Szkocji.
Oprócz typowej rywalizacji sportowej podłoże derbów ma również charakter religijno-kulturowy.
Zwolennicy Rangers F.C. tradycyjnie utożsamiani są z protestancką, rojalistyczną częścią szkockiego społeczeństwa, popierającą pozostanie kraju w ramach Wielkiej Brytanii. Fani Celticu są z kolei w dużej mierze potomkami irlandzkiej imigracji zarobkowej, przybyłej do Glasgow głównie w okresie rewolucji przemysłowej. Stąd też dość powszechnie łączy się ich z katolicką strefą wpływów. Podteksty te sprawiły, że mecze derbowe należą do bardzo widowiskowych spotkań, a każdy klub traktuje je bardzo prestiżowo.
| Rozgrywki               | Mecze | Zwycięstwa Rangers F.C. | Remisy | Zwycięstwa Celtic F.C. |
| ----------------------- | ----- | ----------------------- | ------ | ---------------------- |
| Scottish Premier League | 336   | 127                     | 91     | 118                    |
| Puchar Szkocji          | 55    | 18                      | 10     | 27                     |
| Puchar Ligi Szkockiej   | 51    | 24                      | 2      | 25                     |
| Razem                   | 442   | 169                     | 103    | 170                    |

## Celtic Park
Celtic Park jest stadionem piłkarskim w Glasgow, w Szkocji. Jest to główny stadion klubu piłkarskiego Celtic F.C. Stadion ten wszystkie miejsca ma siedzące (betonowe ławki), dzięki temu oprócz nazwy Parkhead (z angielskiego – betonowiec), stadion nosi również przydomek Paradise – nadany przez kibiców. Pojemność stadionu wynosi 60 355 widzów, którzy przeważnie zapełniają trybuny do ostatniego miejsca. Warto dodać też, że zdaniem angielskiego Daily Mail atmosfera jaką stwarzają kibice na Celtic Park jest trzecią w europie tuż za Camp Nou (stadion hiszpańskiej FC Barcelony) i Anfield Road (stadion angielskiego Liverpoolu).
Celtic przeniósł się z „rdzennego” Celtic Park do obecnego miejsca w 1892. Stadion przeszedł 4 remonty; W trakcie jednego z nich w 1988, powstało charakterystyczne wejście z czerwonej cegły prowadzące na trybunę główną. Ostatnia modernizacja miała miejsce w połowie lat 90. i miała na celu przystosowanie stadionu do norm wyznaczonych przez Raport Taylora. Projektantem trybuny głównej jest Archibald Leitch – architekt, który zaprojektował również stadiony klubów: Rangers F.C., Sunderland A.F.C. i Everton F.C.
Stadion składa się obecnie z czterech trybun:
- North Stand (trybuna północna – dawniej zwana „The Jungle”),
- West Stand (trybuna zachodnia – Jock Stein Stand),
- East Stand (trybuna wschodnia – Lisbon Lions Stand),
- South Stand (trybuna południowa – Main Stand).

Dla kibiców gości przewidziana jest trybuna East Stand.
Na stadionie tym znajduje się 96 miejsc dla kibiców gospodarzy i 10 dla fanów gości, poruszających się na wózkach inwalidzkich. W zachodniej części trybun znajduje się pięć specjalistycznych toalet, a we wschodniej dwie toalety dla kibiców niepełnosprawnych. W części East Stand jest ulokowana siedziba policji, natomiast w sekcji South Stand mieści się muzeum Celticu.
- Stadion notuje najwyższe frekwencje kibiców podczas Old Firm Derby. W 1938 roku odnotowano największą frekwencję – 92 000 widzów (mecz derbowy z Rangers).

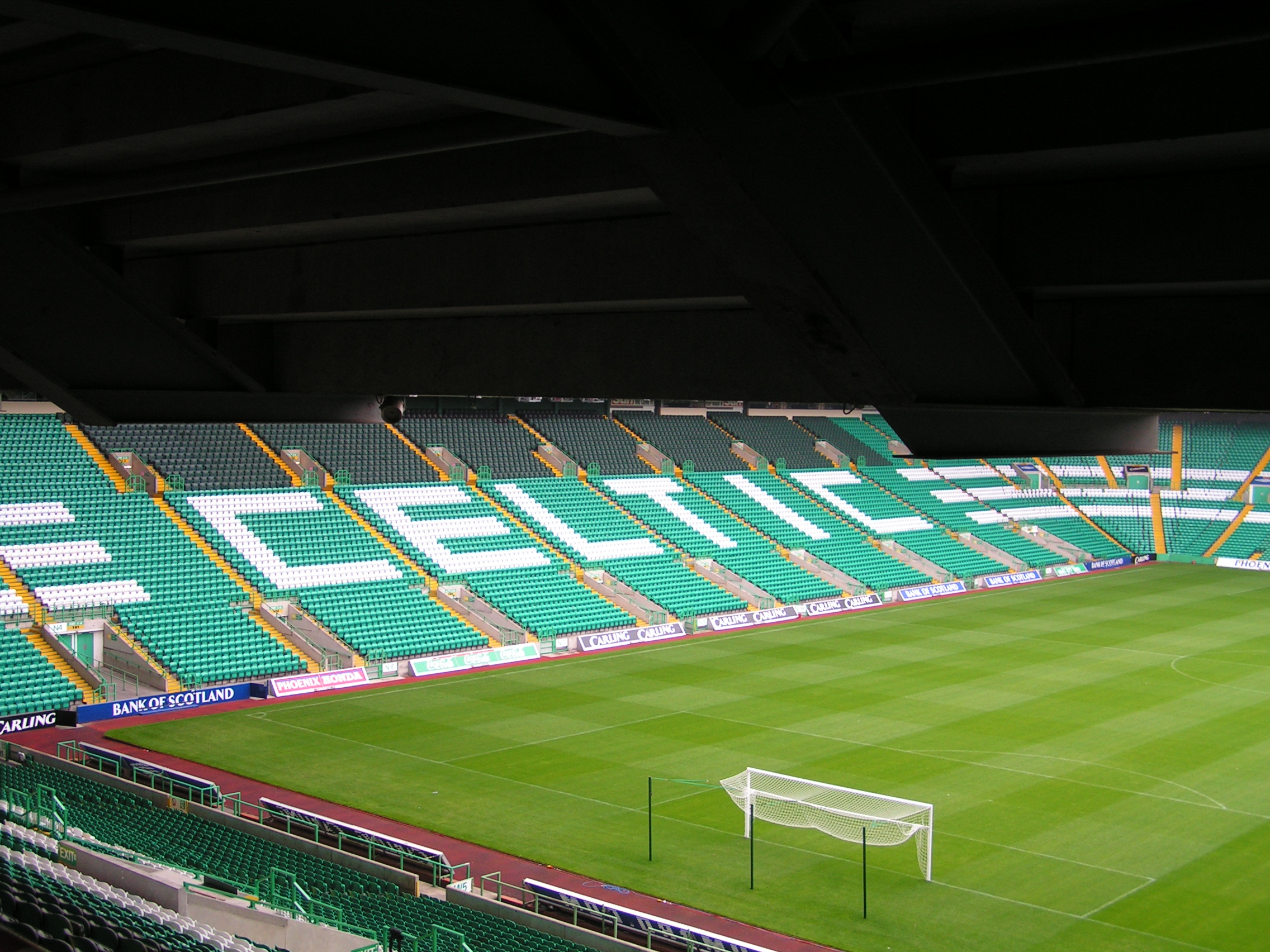
Celtic Park – widok trybun

- Jest to największy stadion w Szkocji i trzeci co do wielkości w Wielkiej Brytanii (zaraz po Old Trafford i Wembley).
- Południowo-zachodnią część Lisbon Lions Stand zajmują goście, jednak wyjątkiem są mecze derbowe, kiedy kibice rywali zajmują połowę East Stand.
- W 1997 roku Celtic Park został nagrodzony za zapewnienie odpowiednich warunków niepełnosprawnym kibicom (96 miejsc dla kibiców gospodarzy i 10 dla przyjezdnych, którzy poruszają się na wózkach inwalidzkich).
- Możliwy jest wynajem stadionu.

|  |

## Trenerzy

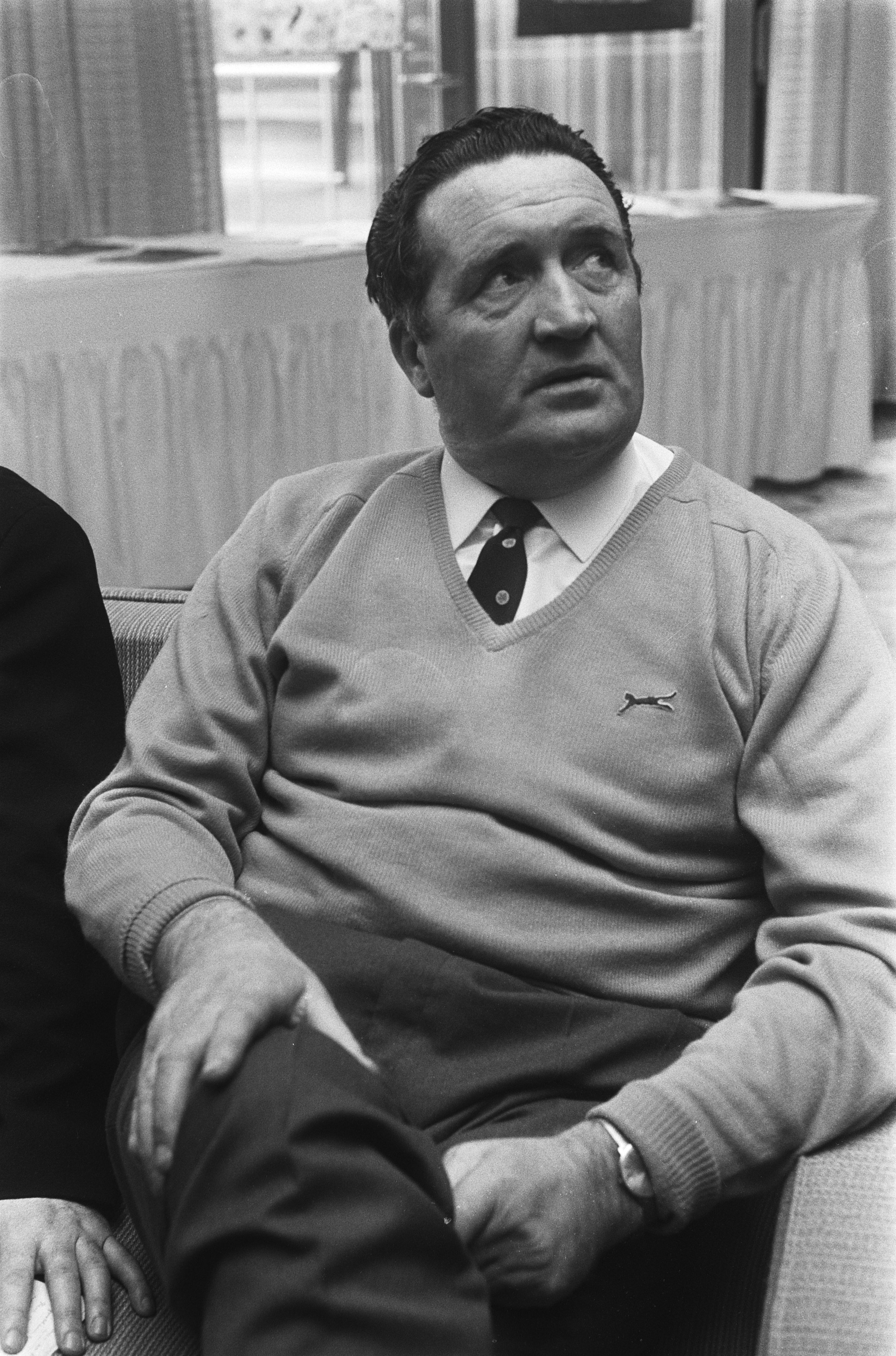
Jock Stein – trener klubu w latach 1965–78

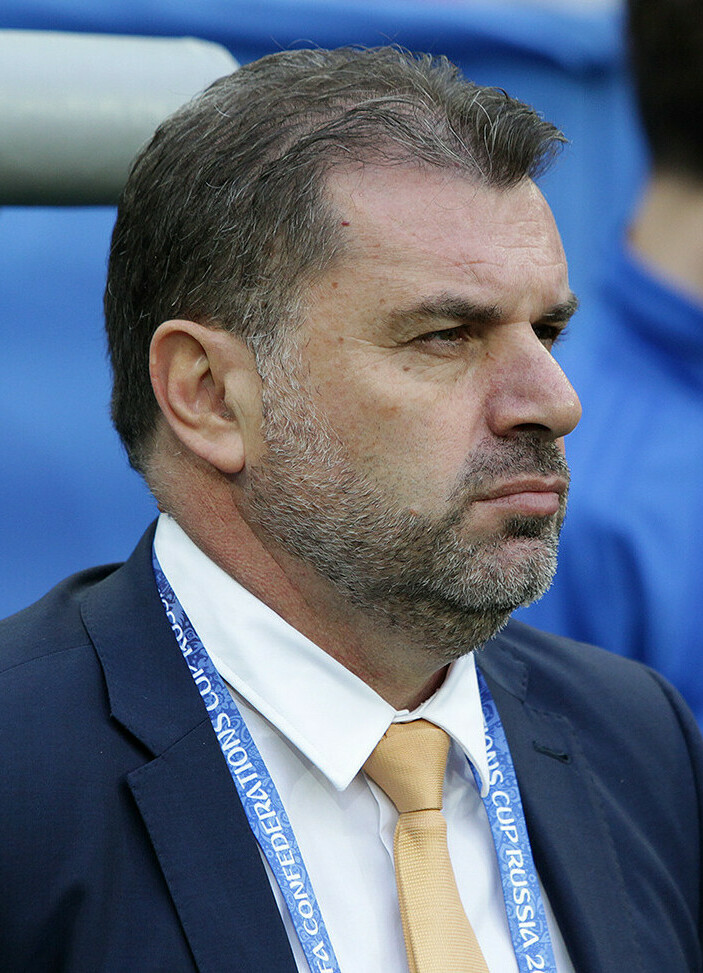
Ange Postecoglou – trener klubu w latach 2021–2023

| Lp. | Imię i nazwisko  | Okres urzędowania | Okres urzędowania |
| --- | ---------------- | ----------------- | ----------------- |
| 1.  | Willie Malley    | 1897              | 1940              |
| 2.  | Jimmy McGrory    | 1940              | 1965              |
| 3.  | Jock Stein       | 1965              | 1978              |
| 4.  | Billy McNeill    | 1978              | 1983              |
| 5.  | David Hay        | 1983              | 1987              |
| 6.  | Billy McNeill    | 1987              | 1991              |
| 7.  | Liam Brady       | 1991              | 1992              |
| 8.  | Tommy Burns      | 1992              | 1994              |
| 9.  | Tommy Burns      | 1994              | 1997              |
| 10. | Wim Jansen       | 1997              | 1998              |
| 11. | Jozef Vengloš    | 1998              | 1999              |
| 12. | John Barnes      | 1999              | 2000              |
| 13. | Kenny Dalglish   | 2000              | 2000              |
| 14. | Martin O’Neill   | 2000              | 2005              |
| 15. | Gordon Strachan  | 2005              | 2009              |
| 16. | Tony Mowbray     | 2009              | 2010              |
| 17. | Neil Lennon      | 2010              | 2014              |
| 18. | Ronny Deila      | 2014              | 2016              |
| 19. | Brendan Rodgers  | 2016              | 2019              |
| 20. | Neil Lennon      | 2019              | 2021              |
| 21. | Ange Postecoglou | 2021              | 2023              |
| 22. | Brendan Rodgers  | 2023              |                   |

## Obecny skład
Stan na 20 lipca 2022
| Nr | Poz. | Piłkarz                |
| -- | ---- | ---------------------- |
| 1  | BR   | Joe Hart               |
| 2  | OB   | Christopher Jullien    |
| 3  | OB   | Greg Taylor            |
| 4  | OB   | Carl Starfelt          |
| 6  | OB   | Moritz Jenz            |
| 7  | NA   | Jorgos Jakumakis       |
| 8  | NA   | Kyōgo Furuhashi        |
| 10 | NA   | Albian Ajeti           |
| 11 | NA   | Liel Abada             |
| 13 | PO   | Aaron Mooy             |
| 14 | PO   | David Turnbull         |
| 16 | PO   | James McCarthy         |
| 17 | NA   | Jota                   |
| 19 | PO   | Mikey Johnston         |
| 20 | OB   | Cameron Carter-Vickers |
| 21 | PO   | Yosuke Ideguchi        |

| Nr | Poz. | Piłkarz                   |
| -- | ---- | ------------------------- |
| 24 | NA   | Johnny Kenny              |
| 25 | OB   | Alexandro Bernabei        |
| 26 | OB   | Osaze Urhoghide           |
| 29 | BR   | Scott Bain                |
| 30 | PO   | Liam Shaw                 |
| 31 | BR   | Benjamin Siegrist         |
| 33 | PO   | Matt O’Riley              |
| 35 | PO   | Scott Robertson           |
| 38 | NA   | Daizen Maeda              |
| 41 | PO   | Reo Hatate                |
| 42 | PO   | Callum McGregor (kapitan) |
| 47 | OB   | Dane Murray               |
| 49 | PO   | James Forrest             |
| 56 | OB   | Anthony Ralston           |
| 57 | OB   | Stephen Welsh             |
| 88 | OB   | Josip Juranović           |

### Piłkarze na wypożyczeniu
| Nr | Poz. | Piłkarz                                           |
| -- | ---- | ------------------------------------------------- |
|    | BR   | Wasilios Barkas (w FC Utrecht do 30 czerwca 2023) |
|    | BR   | Conor Hazard (w HJK Helsinki do 31 stycznia 2023) |
|    | OB   | Liam Scales (w Aberdeen F.C. do 30 czerwca 2023)  |

| Nr | Poz. | Piłkarz                                                    |
| -- | ---- | ---------------------------------------------------------- |
|    | OB   | Adam Montgomery (w St. Johnstone F.C. do 31 stycznia 2023) |
|    | PO   | Ismaila Soro (w FC Arouca do 30 czerwca 2023)              |

## Statystyki
Rekordy klubowe
- Finał Pucharu Ligi Szkockiej przeciwko Aberdeen w 1938 oglądało na żywo 146 433 widzów na stadionie Hampden Park w Glasgow.
- 6 listopada 2010 r. Celtic pobił rekord wygranej w Scottish Premier League. Na Celtic Park The Bhoys pokonali Aberdeen 9:0.